# 푸루갈마
푸루갈마(히스미 샤루마)는 히타이트 제국 이전의 왕으로 판단된다. 이는 에밀 포러가 주장하였으나 일반적으로 받아들여지지 않았다. 하투실리 1세에 따르면 히스미-샤루마는 하투실리 1세의 할아버지이며 라바르나 1세의 아버지에 해당한다. 그는 기원전 1700년경에 지배하였다.
| 전임 투드 할리야 | 제4대 쿠사라 왕 기원전 1700년경 | 후임 라바르나 1세 |